# Distrito de Murzuk
El Distrito de Murzuk (en árabe: مرزق‎ Murzuq) es uno de los veintidós distritos que componen la subdivisión administrativa principal de Libia desde el año 2007. Se localiza en el sur del país y su ciudad capital es la ciudad de Murzuk.

## Historia
La ciudad capital de este distrito, Murzuk, fue ocupada por el Imperio otomano en el año 1578. Durante la ocupación otomana fue la capital de la región de Fezzan. Esta situación se repitió cuando el imperio anteriormente mencionado cedió a Libia al Reino de Italia en 1912. Murzuk no fue ocupado por los italianos hasta el año 1914.

## Geografía
Su territorio ocupa una superficie de 349.790 km², cuya extensión puede ser comparada con la de Alemania.
En el sureste Murzuk posee fronteras internacionales con la Región de Borkou-Ennedi-Tibesti, perteneciente a la República de Chad. Mientras que en el suroeste limita con el departamento de Agadez, Níger. 
Internamente posee fronteras con estos distritos:
- Ghat - Oeste
- Wadi Al Hayaa - Noroeste
- Sabha - Noroeste
- Al Jufrah - Norte
- Al Kufrah - este